# Criteri de condensació de Cauchy
|  | No s'ha de confondre amb Criteri de l'arrel de Cauchy, Criteri de Cauchy, o Criteri de la integral de Cauchy. |

En matemàtiques, el criteri de condensació de Cauchy (que rep el nom del matemàtic francès Augustin Louis Cauchy) és un test de convergència estàndard per sèries infinites.
Sigui {\displaystyle f(n)} una successió decreixent de nombre reals, la sèrie {\displaystyle \displaystyle \sum \limits _{n=1}^{\infty }f(n)} convergeix si i només si la sèrie "condensada" {\displaystyle \displaystyle \sum \limits _{n=0}^{\infty }2^{n}f(2^{n})} convergeix. A més, si convergeixen, la suma de la sèrie condensada no és superior al doble de la sèrie original.

## Estimació
El criteri de condensació de Cauchy prové d'una esimació més general:
{\displaystyle 0\ \leq \ \sum _{n=1}^{\infty }f(n)\ \leq \ \sum _{n=0}^{\infty }2^{n}f(2^{n})\ \leq \ 2\sum _{n=1}^{\infty }f(n)\ \leq \ +\infty }
que s'ha d'entendre com una inequació en el conjunt dels reals estesos. La demostració que segueix té el patró de la demostració d'Oresme de la divergència de la sèrie harmònica.
Per entendre la primera inequació, es reagrupen els termes de la primera sèrie entre parèntesis en grups que tenen com a nombre de termes potències creixents de 2. Llavors els elements de cada grup es substitueixen pel més gran d'ells, que és sempre el primer en ser la sèrie decreixent.
{\displaystyle {\begin{array}{rcccccccl}\sum \limits _{n=1}^{\infty }f(n)&=&f(1)&+&f(2)+f(3)&+&f(4)+f(5)+f(6)+f(7)&+&\cdots \\&=&f(1)&+&{\Big (}f(2)+f(3){\Big )}&+&{\Big (}f(4)+f(5)+f(6)+f(7){\Big )}&+&\cdots \\&\leq &f(1)&+&{\Big (}f(2)+f(2){\Big )}&+&{\Big (}f(4)+f(4)+f(4)+f(4){\Big )}&+&\cdots \\&=&f(1)&+&2f(2)&+&4f(4)&+&\cdots =\sum \limits _{n=0}^{\infty }2^{n}f(2^{n})\end{array}}}
Per entendre la segona inequació, es segueix un procediment similar. Primer es tornen a reagrupar i després es substitueixen els termes pels de la segona sèrie. Noti's com en cada cas es substitueix un terme per un més gran (és a dir, un terme anterior en la successió descendent).

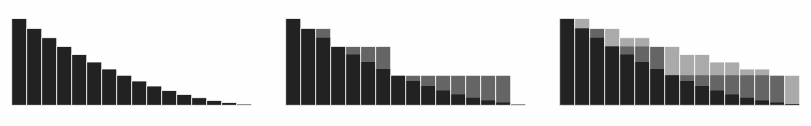
Representació gràfica de la demostració. Les sumes parcials de les sèries, i es mostren superposades d'esquerra a dreta.

{\displaystyle {\begin{array}{rcl}\sum \limits _{n=0}^{\infty }2^{n}f(2^{n})&=&f(1)+{\Big (}f(2)+f(2){\Big )}+{\Big (}f(4)+f(4)+f(4)+f(4){\Big )}+\cdots \\&=&{\Big (}f(1)+f(2){\Big )}+{\Big (}f(2)+f(4)+f(4)+f(4){\Big )}+\cdots \\&\leq &{\Big (}f(1)+f(1){\Big )}+{\Big (}f(2)+f(2)+f(3)+f(3){\Big )}+\cdots =2\sum \limits _{n=1}^{\infty }f(n)\end{array}}}

## Generalització deSchlömilch
Sigui {\displaystyle u(n)} una successió estrictament creixent d'enters positius tals que el ratio de diferències successives estigui limitat, és a dir, que per un valor de {\displaystyle N} es compleixi:
{\displaystyle {\Delta u(n) \over \Delta u(n{-}1)}\ =\ {u(n{+}1)-u(n) \over u(n)-u(n{-}1)}\ <\ N\ \ {\text{per tot }}n.}
Llavors, sempre que {\displaystyle f(n)} compleixi les condicions del test de Cauchy, la convergència de la sèrie {\displaystyle \textstyle \sum _{n=1}^{\infty }f(n)} és equivalent a la convergència de:
{\displaystyle \sum _{n=0}^{\infty }{\Delta u(n)}\,f(u(n))\ =\ \sum _{n=0}^{\infty }{\Big (}u(n{+}1)-u(n){\Big )}f(u(n)).}
Prenent {\displaystyle \textstyle u(n)=2^{n}} tal que {\displaystyle \textstyle \Delta u(n)=2^{n}}, la condensació de Cauchy emergeix com un cas particular d'aquesta generalització.